# Liste des évêques de Tortiboli
Le diocèse de Tortiboli (latin: Dioecesis Turtibulana) est un ancien diocèse italien en Apulie, supprimé au XVe siècle. Le diocèse exista du XIe siècle (1015) au XVe (1425), quand il est fusionné avec le diocèse de Lucera.
À partir de 1968, il y des évêques et archevêques titulaires.

## Évêques de Tortiboli
- Anonyme † (1236)
- Stefano, O.Cist. † (1254 - ?)
- Bartolomeo I † (1282)
- Egidio † (1286)
- Marcellino † (1289)
- Nicola, O.F.M. † (1290 - 1317)
- Giovanni †
- Pietro †
- Giordano † (1366)
- Bartolomeo II, O.P. † (1366 - ?)
- Zenobio † (1367 - vers 1383)
- Giovanni Dardelli, O.F.M. † (1383 - ?)
- Antonio, O.F.M. † (1383 - ?)
- Bartolomeo de Sperella, O.F.M. † (1409 - ?)

## Évêques et archevêques titulaires de Tortiboli
- Abraham Than (de) (1968 - 1972 )
- Sergio Adolfo Govi (de), O.F.M.Cap. (1975 - 1978)
- Agostino Vallini (1989 - 1999)
- Joseph Vũ Duy Thống (it) (2001 - 2009)
- Gennaro Acampa (de) (2014 - )